# Besetzungsinversion
Besetzungsinversion (Besetzungsumkehr) (lateinisch inversio ‚Umkehr‘) ist ein Begriff aus der Physik von Systemen (beispielsweise Atomen), die nur bestimmte Zustände mit diskreten Energien annehmen können, wie sie durch die Quantenmechanik beschrieben werden. Besetzungsinversion liegt vor, wenn sich mehr Teilchen in einem energetisch höheren Zustand E2 befinden als im energetisch niedrigeren Zustand E1. Sie kann nicht im thermischen Gleichgewicht auftreten.

## Situation im thermischen Gleichgewicht
Im thermischen Gleichgewicht nach der Boltzmann-Verteilung gilt, wenn eine einheitliche Temperatur {\displaystyle T} vorausgesetzt wird:
{\displaystyle {\frac {N_{2}}{N_{1}}}={\frac {g_{2}}{g_{1}}}\cdot \exp \left(-{\frac {E_{2}-E_{1}}{k_{\mathrm {B} }\cdot T}}\right)}
mit
- {\displaystyle N_{1}} die Dichte der Teilchen im unteren Zustand
- {\displaystyle N_{2}} die Dichte der Teilchen im oberen Zustand
- {\displaystyle g_{i}} die statistischen Gewichte der Zustände
- {\displaystyle E_{i}} ihre Energie und
- {\displaystyle k_{\mathrm {B} }} die Boltzmann-Konstante.

Da die Energielücke zwischen zwei Niveaus stets größer 0 ist:
{\displaystyle \Delta E=E_{2}-E_{1}>0,}
kann die Exponentialfunktion niemals größer 1 werden, denn die absolute Temperatur ist stets positiv:
{\displaystyle \Rightarrow -{\frac {E_{2}-E_{1}}{k_{\mathrm {B} }\cdot T}}<0\qquad \Rightarrow \exp \left(-{\frac {E_{2}-E_{1}}{k_{\mathrm {B} }\cdot T}}\right)<1}
Somit befinden sich im natürlichen Gleichgewicht weniger Teilchen in einem energetisch höheren Zustand als im energetisch niedrigeren Zustand:
{\displaystyle \Rightarrow {\frac {g_{2}}{g_{1}}}\cdot \exp \left(-{\frac {E_{2}-E_{1}}{k_{\mathrm {B} }\cdot T}}\right)<{\frac {g_{2}}{g_{1}}}\qquad \Rightarrow {\frac {N_{2}}{N_{1}}}<{\frac {g_{2}}{g_{1}}}}

## Erzeugung einer Inversion durch Pumpen
Daraus folgt, dass eine Besetzungsinversion
{\displaystyle {\frac {N_{2}}{N_{1}}}>{\frac {g_{2}}{g_{1}}}}
nur vorliegen kann, wenn sich das System nicht im thermischen Gleichgewicht befindet.
Jedes System strebt danach, seine Entropie zu maximieren, also seine freie Energie zu minimieren. Die Besetzungsinversion stellt eine Abweichung vom lokalen thermodynamischen Gleichgewicht dar und ist somit nicht stabil. Sie kann daher nur unter steter Energiezufuhr, dem sogenannten Pumpen, in Nichtgleichgewichtssystemen künstlich herbeigeführt und aufrechterhalten werden. Das Pumpen muss selektiv erfolgen, d. h., es darf nur bestimmten Teilchen Energie zugeführt werden. Damit kann erreicht werden, dass ausgewählte Niveaus stärker besetzt werden als dies im natürlichen Gleichgewicht der Fall wäre.
Wird die Anregungsquelle (z. B. optisches Pumpen, Gasentladung) abgeschaltet, dann wird die thermische Überbesetzung des invertierten elektronischen Zustands durch Emission und Stöße mit anderen Atomen oder Molekülen abgebaut. Das lokale thermische Gleichgewicht wird erreicht, wenn angeregte elektronische Zustände, Ionisationsgrad und die Bewegungsenergie der Atome/Moleküle wieder entsprechend der Boltzmann-Statistik verteilt sind. Je nach Lebensdauer der Zustände und der Teilchendichte im System kann der Vorgang einige Millisekunden in Anspruch nehmen.

### Optisches Pumpen
Eine häufige Art des Pumpens ist das optische Pumpen, wobei Blitzlampen oder die Strahlung von Lasern genutzt werden. Soll die Besetzungsinversion in einem Laserresonator zur Erzeugung eines Laserstrahls dienen, muss die Strahlung der Pumpquelle energiereicher sein als das Licht, das später vom damit gepumpten Laser emittiert wird. Besetzungsinversion wird erreicht, wenn die Energiedifferenz zwischen dem Grund- und einem höher angeregten elektronischen Zustand des Teilchens sowie die Photonenenergie der Pumpquelle übereinstimmen. Die Energie eines Photons ist das Produkt aus seiner Frequenz {\displaystyle \nu } und der Planck-Konstante h:
{\displaystyle E=h\cdot \nu .}

### Stoßpumpen
Eine andere Form der selektiven Anregung ist der Stoß mit einem anderen angeregten Teilchen B, das durch Abregung die Energiedifferenz austauschen kann, um stattdessen das erste Teilchen A in den höher angeregten Zustand zu bringen. Um die Teilchen der Sorte B nach der Stoßabregung wieder in den angeregten Zustand zu bringen, wird ihnen Energie, z. B. durch Elektronenstöße, zugeführt (siehe He-Ne-Laser). Die Energie kann in Form einer elektrischen Entladung (z. B. Glimmentladung, Hohlkathode, Mikrowellen) in das Medium eingebracht werden.

## Laser

Anregungsschema eines 4-Niveau-Lasers mit dem Anregungsniveau, das sich schnell strahlungsfrei auf das Laserniveau entleert. Nach dem Abräumen durch stimulierte Emission gehen die Elektronen schnell von in den Grundzustand über, woraus sie erneut in gepumpt werden.

Ein Laser stellt eine Anordnung dar, um einen Lichtstrahl zu erzeugen, dessen Photonen sich durch gleiche Frequenz, Phase (zusammen: Kohärenz) und Polarisation auszeichnen. Die nutzbare Strahlung wird aus dem Strahlungsfeld des Resonators ausgekoppelt, z. B. durch teildurchlässige Spiegel.
Eine notwendige, aber nicht alleine ausreichende Voraussetzung für den Betrieb eines Lasers ist die Verstärkung eines Strahls durch stimulierte Emission. Dazu muss im einfachsten Fall (3-Niveau-Laser) Besetzungsinversion zwischen dem Grundzustand {\displaystyle E_{0}} und dem Laserniveau {\displaystyle E_{M}} herrschen. Das nebenstehende Bild zeigt einen 4-Niveau-Laser, der prinzipiell genauso funktioniert, aber ein zusätzliches Niveau oberhalb {\displaystyle E_{0}} (nämlich {\displaystyle E_{L}}) besitzt, das sich wiederum schnell in den Grundzustand {\displaystyle E_{0}} entleert. Im 4-Niveau-Laser ist daher Besetzungsumkehr (nämlich zwischen EM und EL) einfacher herzustellen, da {\displaystyle E_{L}} praktisch leer ist.
Die Besetzungsinversion kann stationär nur erreicht werden, wenn sowohl der Zustand {\displaystyle E_{P}} schnell relaxiert (sich entleert, geschieht im µs-Bereich), als auch, falls vorhanden, {\displaystyle E_{L}} eine kurze Lebensdauer besitzt, bzw. die Anregung aus {\displaystyle E_{0}} schnell genug erfolgt. Das laseraktive Niveau {\displaystyle E_{M}} muss dagegen eine große Lebensdauer (ms) besitzen, da es ansonsten durch spontane Emission schnell selbst entvölkert wird und sich ein thermisches Gleichgewicht nach der Boltzmann-Verteilung einstellt.
Die detaillierte Aufstellung der Gleichgewichte einzelner Strahlungsprozesse ist wie folgt:
{\displaystyle A_{21}\,N_{2}+B_{21}\,N_{2}\,u_{\nu }=B_{12}\,N_{1}\,u_{\nu }}
(spontane Emission (gering) + stimulierte Emission = Absorption)
{\displaystyle A_{21}:} Einsteinkoeffizient für spontane Emission
{\displaystyle B_{12}:} Einsteinkoeffizient für Absorption
{\displaystyle B_{21}:} Einsteinkoeffizient für stimulierte Emission
{\displaystyle u_{\nu }:} Energiedichte des Strahlungsfeldes
Die Einsteinkoeffizienten stellen Übergangswahrscheinlichkeiten zwischen Niveaus dar. Der Koeffizient für stimulierte Emission steht mit dem für Absorption in Zusammenhang: {\displaystyle B_{21}={\tfrac {g_{1}}{g_{2}}}\cdot B_{12}}. 
Das detaillierte Gleichgewicht gilt im Nichtgleichgewichtszustand nur mikroskopisch; die Strahlungsdichte nimmt über die Weglänge innerhalb des Resonators exponentiell zu. In einem Laser wird Strahlung der Laserwellenlänge optisch verstärkt, während andere Wellenlängen aus mehreren Gründen unterdrückt werden. Dazu gehört einerseits die Verstärkungscharakteristik des aktiven Lasermediums (nur Verstärkung gewisser Wellenlängenbereiche), als auch die Laserbedingung (Ausbildung scharfer Wellenlängen aufgrund der Resonatorabmessungen).